# Flaviske dynasti
Det Flaviske Dynasti kom til magten i Romerriget efter en borgerkrig i 68-69.
- Vespasian (69-79)
- Titus (79-81)
- Domitian (81-96)

Efter Domitians død blev Nerva kejser.